# Boryspil
Boryspil (en ukrainien : Бориспіль) est une ville de l'oblast de Kiev, et le centre administratif du raïon de Boryspil, en Ukraine. Sa population s'élevait à 63 674 habitants en 2021.

## Géographie
Boryspil est située à 16 km au sud-est de Kiev et fait partie de son agglomération.

## Histoire
Le site de la ville est connu pour être habité depuis au moins 1154, et sous son nom moderne depuis 1590. Pendant la Seconde Guerre mondiale, Boryspil est occupée par l'Allemagne nazie du 23 septembre 1941 au 23 septembre 1943. L'aéroport est utilisée par l'armée allemande et un camp de prisonniers y est installé. Cependant, ce n'est qu'en 1956 que Boryspil a reçu le statut de ville. Boryspil héberge le principal aéroport de Kiev et d'Ukraine, l'aéroport de Kiev Boryspil.

## Population
Recensements (*) ou estimations de la population :
| 1959*  | 1970*  | 1979*  | 1989*  | 2001*  | 2009   |
| ------ | ------ | ------ | ------ | ------ | ------ |
| 17 180 | 32 365 | 39 983 | 50 508 | 53 975 | 57 209 |

| 2010   | 2011   | 2012   | 2013   | 2014   | 2015   |
| ------ | ------ | ------ | ------ | ------ | ------ |
| 57 563 | 58 227 | 58 868 | 59 545 | 60 160 | 60 844 |

| 2016   | 2017   | 2018   | 2019   | 2020   | 2021   |
| ------ | ------ | ------ | ------ | ------ | ------ |
| 60 885 | 60 619 | 61 807 | 62 281 | 63 169 | 63 674 |

## Transport
La gare de Boryspil est située sur la ligne Kiev-Poltava.